# Борщевик шерстистый
Борщевик шерстистый, или борщевик сладкий (лат. Heracleum lanatum) — вид двулетних или многолетних травянистых растений рода Борщевик (Heracleum) семейства Зонтичные (Apiaceae). Описан из Северной Америки.
Народные названия: пучка горячая, пучка жгучая, пучка колючая, трава сладкая. В старину на Дальнем Востоке России использовался для изготовления вина.

## Ботаническое описание
Поликарпическое, реже — многолетнее или двулетнее монокарпическое растение до 2 м высотой. Стеблекорень короткий, неветвящийся. Корень толстый, стержневой. Стебли одиночные, полые, рассеянно опушенные, бороздчато-ребристые, в верхней части ветвящиеся. Прикорневые и нижние стеблевые листья с узкими влагалищами, с черешками 10-60 см в длину и тройчаторассечёнными пластинками. Черешки голые, полые. Влагалища верхних стеблевых листьев вздутые, голые, пластинки тройчатые, опушенные. Нижние листья овальные или округлые, 20-50 см в длину и ширину; листочки их широкояйцевидные или округлые, 8-10 см длиной и шириной, по краю крупно-неравнозубчатые, сверху голые, снизу с мелкими волосками, конечный листочек часто тройчатораздельный. Центральный зонтик до 40 см в диаметре, с 30-50 неравными опушенными короткими волосками лучами. Зубцы чашечки незаметные. Лепестки белые, краевые — увеличенные, на верхушке глубоковыемчатые и с короткой загнутой внутрь долей, со спинки голые. Плоды овальные, яйцевидные или обратнояйцевидные, 6-14 мм длиной 5-10 мм шириной, голые или с редкими волосками.

## Распространение и экология
Вид распространен на Дальнем Востоке России, в Японии и Северной Америке.
Один из характерных видов крупнотравья, растёт в крупнотравных зарослях, разреженных каменноберезовых и хвойных лесах, в долинах рек, на склонах морского берега.

## Значение и применение
Медоносное растение. За период цветения 100 цветков выделяют 18,4 мг сахара. Продуктивность нектара одним растением 1,01 г. На одном растении насчитывается около 5500 цветков.
Плоды, зеленые части и корни этого растения истирают в порошок и используют для приготовления припарок и тонизирующих напитков. При артрите применяют смазанные жиром корни, которые распаривают, расщепляют и оставляют на больном месте.
Молодые листовые черешки и стебли употребляют в пищу как обработанными, так и сырыми. Поскольку волоски могут вызывать раздражения во рту, стебли борщевика перед употреблением следует очистить.
На Камчатке отмечено поедание северным оленем (Rangifer tarandus).